# 湘西华溪蟹
湘西华溪蟹（学名：Sinopotamon xiangxiense）为溪蟹科华溪蟹属的动物。在中国大陆，分布于湖南等地，常栖息于海拔200-1000米的溪流石下。